# Гировиця
Гировиця — південна частина села Базниківка Бережанського району Тернопільської області, окрема вулиця з привулками і кутками, до 1952 року — окремий населений пункт.

## Назва
Назва, ймовірно, від місцевої діалектної назви поширеної рослини-бур’яну під назвою гир.

## Історія
До ліквідації хутір входив до Саранчуківської сільської ради Бережанського району.
У 1952 році на хуторі було 9 дворів та мешкало 36 осіб.